# Stanisław Haraschin (muzykolog)
Stanisław Haraschin (ur. 31 października 1922, zm. 22 maja 2006) – polski muzykolog i wydawca.

## Życiorys
Absolwent muzykologii na Uniwersytecie Jagiellońskim pod kierunkiem Zdzisława Jachimeckiego. Od 1951 do 1960 był asystentem, a później starszym asystentem przy Katedrze Historii i Teorii Muzyki UJ. W latach 1956–1990 pracował w PWM jako kierownik Redakcji Wydawnictw Popularnonaukowych i Upowszechnieniowych, a od 1972 był zastępcą redaktora naczelnego.
Redaktor serii „Monografie Popularne” PWM oraz serii przewodników (baletowy, koncertowy, operetkowy, operowy).
Zmarł w wieku 84 lat. Został pochowany na Cmentarzu Salwatorskim w Krakowie.

## Publikacje
Źródło: PWM
- Teresa Chylińska, Stanisław Haraschin, Bogusław Schaeffer, Przewodnik koncertowy, PWM, Kraków 1973
- Teresa Chylińska, Stanisław Haraschin, Maciej Jabłoński, Przewodnik po muzyce koncertowej, cz. 1, PWM, Kraków 2003
- Teresa Chylińska, Stanisław Haraschin, Maciej Jabłoński, Przewodnik po muzyce koncertowej, cz. 2, PWM, Kraków 2004

i inne.
Przełożył też z języka niemieckiego monografię Hansa Heinza Stuckenschmidta pt. Schönberg (PWM, seria: „Monografie Popularne”, Kraków 1987, ISBN 83-224-0313-5).

## Odznaczenia
- 1982 – Krzyż Kawalerski Orderu Odrodzenia Polski.